# Стамбульський метрополітен
41°00′36″ пн. ш. 28°57′37″ сх. д. / 41.01° пн. ш. 28.960277777778° сх. д.
Стамбульський метрополітен — швидкісний рейковий громадський транспорт Стамбула. Перша черга першої лінії М1 була введена в дію у 1989. На 2022 рік, має 107 діючих станцій, мережа складається з наступних ліній — М1, M2, М3, M4, М5 M6, М7, М8 та М9. Лінії М11 та М12 знаходяться в стадії будівництва та планування.
Мережа має пересадки на лінії Мармарай, Фунікулер Кабаташ — Таксим, Фунікулер Вадистанбул — Сейрантепе та лінії T1, T4, T5 сучасного трамваю

## Історія та перспективи розвитку

### Тюнель
Тюнель — найстаріша підземна міська залізниця у Стамбулі — яка була введена в експлуатацію 17 січня 1875 Це друга найстаріша в світі підземна міська залізниця після Лондонського метро (1863), і перша підземна міська залізнична лінія у континентальній Європі, хоча перша повна лінія метро з декількома станціями метро в континентальній Європі була Лінія 1 Будапештського метро. (1896).

### Легкий метрополітен
Стамбульський LRT, який складається з ліній M1 і Т4, має загалом 40 станцій (у тому числі 12 підземних і 3 естакадних станцій) був введений в експлуатацію 3 вересня 1989 року. Загальна протяжність мережі Стамбульського LRT становить 32 км.

### Стамбульський метрополітен

#### Фракійська сторона
Плани будівництва метрополітену в європейській частині розроблялися декілька раз, уперше 1912 року, пізніше — в 1936 і 1951 роках.
Перший генеральний план всієї мережі метро в Стамбулі під назвою Avant Projet d'un Métropolitain à Constantinople було спроєктовано французьким інженером L. Guerby, 10 січня 1912. План складався в цілому 24 станцій метро між районами Топкапі і Шишлі і включав з'єднання через Золотий Ріг. Кожна станція повинна була мати платформу 75 м, відстань між станціями варіювалася від 220 до 975 метрів. Креслення проєкту, який не був реалізований, сьогодні експонуються в музеї Стамбульського технічного університету.
У 1936 році французький архітектор Анрі Прост запропонував проєкт будівництва метрополітену між районами Таксим і Беязит, на північ і на південь від Золотого Рогу, відповідно. У жовтні 1951, голландська фірма Nedeco запропонувала аналогічний проєкт між Таксим і Беязіт, а у вересні 1952, директор Паризького транспортного відділу, Марк Ланжевена, разом зі своїм партнером Louis Meizzonet запропонував проєкт метро та його інтеграцію з іншими видами громадського транспорту в місті. Але ці плани ніколи не набули чинності, і всі пропозиції були відкладені до 1987 року, коли розпочалась реалізація сьогоденного Стамбульського метро.
Реально проєктування чиної лінії метро почалося в 1987 році. Будівництво ж стартувало 11 вересня 1992 року, й просувалося доволі мляво, оскільки напряму́ було пов'язане з археологічними розкопками на будівельному майданчику. З огляду на те, що Стамбул розташований у сейсмічно активному районі, будівельні роботи здійснювалися у відкриту. За розрахунками, метрополітен у Стамбулі здатний витримати землетрус до 9 балів за шкалою Ріхтера.
Після декількох відтермінувань, першу ділянку лінії метро завдовжки 8,5 км було відкрито 16 вересня 2000 року. Вона складалась із шести станцій, від 4. Левент до Таксим. На лінії курсували чотиривагонні потяги виробництва Alstom.
30 січня 2009 року лінію було подовжено на північ на три станції, до Ататюрк Оно Санаї та на південь до станції Шишхане. Водночас було випущено потяги виробництва турецько-корейської компанії EUROTEM.
У теперішній час здійснюється розбудова мережі як на північ, так і на південь. У північному напрямку існуючу лінію планується подовжити на три станції до кінцевої станції Хаджиосман, у південному — також на три станції до Єнікапи, причому метро мостом має перетнути затоку Золотий Ріг. Загальна довжина ділянки після завершення будівництва має скласти 23 км (загалом 16 станцій), не включаючи 936 м метромосту через Золотий Ріг, 0,6 км довжини тунель Таксим-Кабаташ зв'язуючий з поромним портом, 0,6 км завдовжки тунель Єнікапи-Аксарай з'єднає з мережею LRT, і 13,6 км завдовжки тунель Мармарай

#### Анатолійська сторона
На азійському боці здійснюється також будівництво ділянки метро М4 завдовжки 21,66 км (16 станцій), першу чергу до Каратала було введено 17 серпня 2012 року. Будівництво коштувало €751m і було здійснено Astaldi / Makyol / Gülermak consortium. Європейську та азійську ділянки з'єднано тунелем Мармарай (який вступив в дію 29 жовтня 2013) під Босфором, після чого Стамбульський метрополітен, таким чином, став першим у світі, розташованим у двох частинах світу.

## Лінії
| Лінія    | Маршрут                                                                                 | Відкриття    | Довжина | Станції | Примітки |
| -------- | --------------------------------------------------------------------------------------- | ------------ | ------- | ------- | --- |
|          | Єнікапи (Yenikapı) ↔ Аеропорт Ататюрк (Atatürk Havalimanı)/Кіразли (Kirazlı)            | 1989         | 26,1 км | 23      | Дистанція завдовжки 0.7 км введено в експлуатацію 9 листопада 2014 р. Працює: 06:00 ранку — 00:00 годин. |
|          | Єнікапи (Yenikapı) ↔ Хаджиосман (Hacıosman)                                             | 2000         | 23,5 км | 16      | Південне розширення (3,5 км до Єнікапи, з 3-ма станціями) введено в експлуатацію у лютому 2014 р. Працює: 6:15 ранку — 00:00 годин. |
|          | Кіразли (Kirazlı) ↔ Метрокент (Metrokent)                                               | 2013         | 11 км   | 9       | Планується південне розширення (9,0 км до Бакиркьой, з 8 станціями). Працює: 06:00 ранку — 00:00 годин. |
|          | Кадикьой (Kadıköy) ↔ Картал (Kartal)                                                    | 2012         | 26,5 км | 19      | Розширення 7.4 км до міжнародного аеропорту Сабіха ще 4 станцій знаходиться в стадії будівництва. Працює: 06:00 ранку — 00:00 годин. |
|          | Ускюдар ↔ Яманевлер                                                                     | 2017         | 20 км   | 16      | Відкрита 15 грудня 2017. Працює: 06:00 ранку — 00:00 годин. Час в дорозі Ускюдар ↔ Яманевлер — 17 хв. |
|          | Левент (Levent) ↔ Босфорський університет (Boğaziçi Üniversitesi)/Хісарюстю (Hisarüstü) | 2015         | 3,3 км  | 4       | Mini-Metro насправді лінія легкого метро. |
|          | Шишлі — Меджидієкьой ↔ Махмутбей                                                        | 2020         | 18 км   | 15      | Відкрито частково 28 жовтня 2020. Дільниця Меджидієкьой — Кабаташ ще будується. |
|          | Бостанджи ↔ Парселер                                                                    | 6 січня 2023 | 14,3 км | 13      | Відкрита для пасажирів 6 січня 2023 року відкрито для пасажирів на дільниці Бостанджи ↔ Парселер) в анатоліській частині міста і складається з 13 станцій, з них 3 — пересадкові на лінії M4, M5 та Мармарай. Графік роботи: з 06:30 до 21:30, інтервал руху — 9 хвилин. Час у дорозі — 21 хвилина. Лінія обслуговується 10 повністю автоматизованими 4-вагонними складами виробництва Hyundai EURotem. |
|          | Олімпіят ↔ Бахаріє                                                                      | 2021         | 6 км    | 5       | Відкрито частково до Багаріє 29 травня 2021 р. Перебрала відгалуження М3 Олімпіят — Ікітеллі. Дільниця Бахаріє-Атакьой має бути відкрита в 2022 році. |
| Загалом: | Загалом:                                                                                | Загалом:     | 160 км  | 126     | |

## Режим роботи
Метро працює з 6:00 ранку до 00.00 годин кожні 7-10 хвилин. Лінія метро М2 працює з 6:15 ранку до 00.00. В години пік інтервали зменшується до 5 хвилин. Вартість проїзду від 1.65 до 2.35 TL з карткою Istanbulkart, або 4 TL з одноразовим електронним квитком, котрий дійсний на фунікулері, сучасних трамваях, автобусах і переправу на поромі через Босфор.

## Галерея

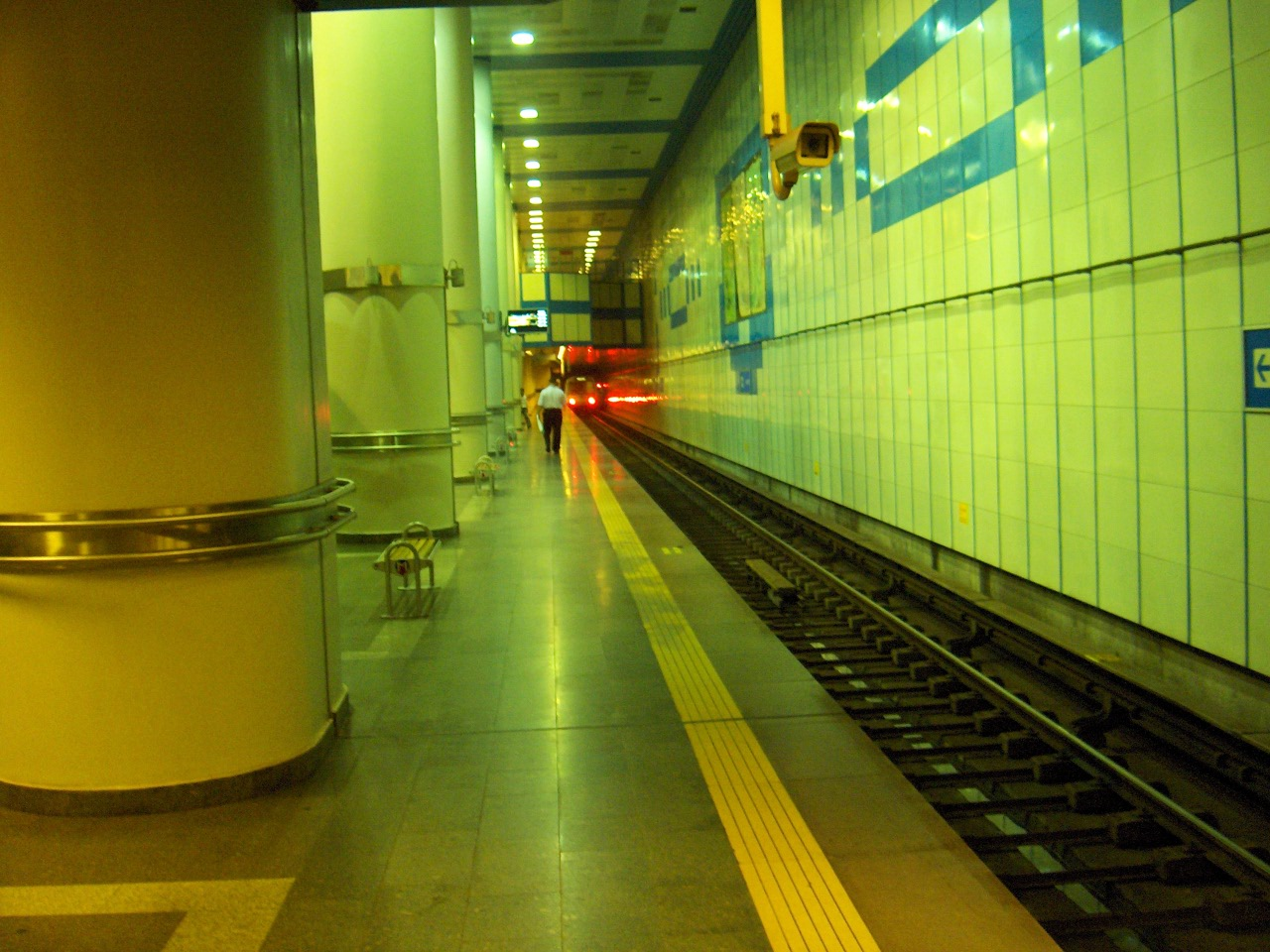
Станція Gayrettepe
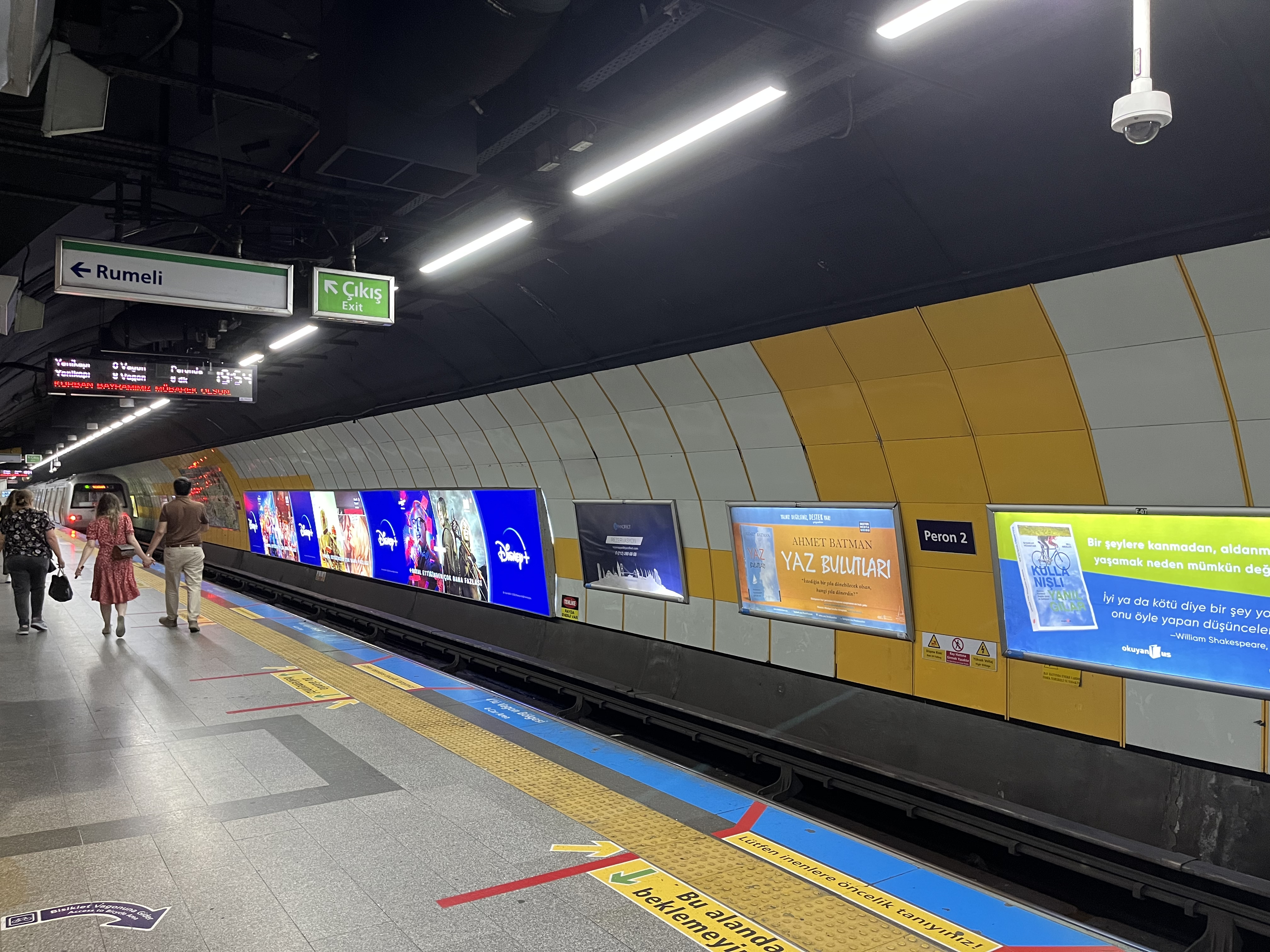
Станція Osmanbey
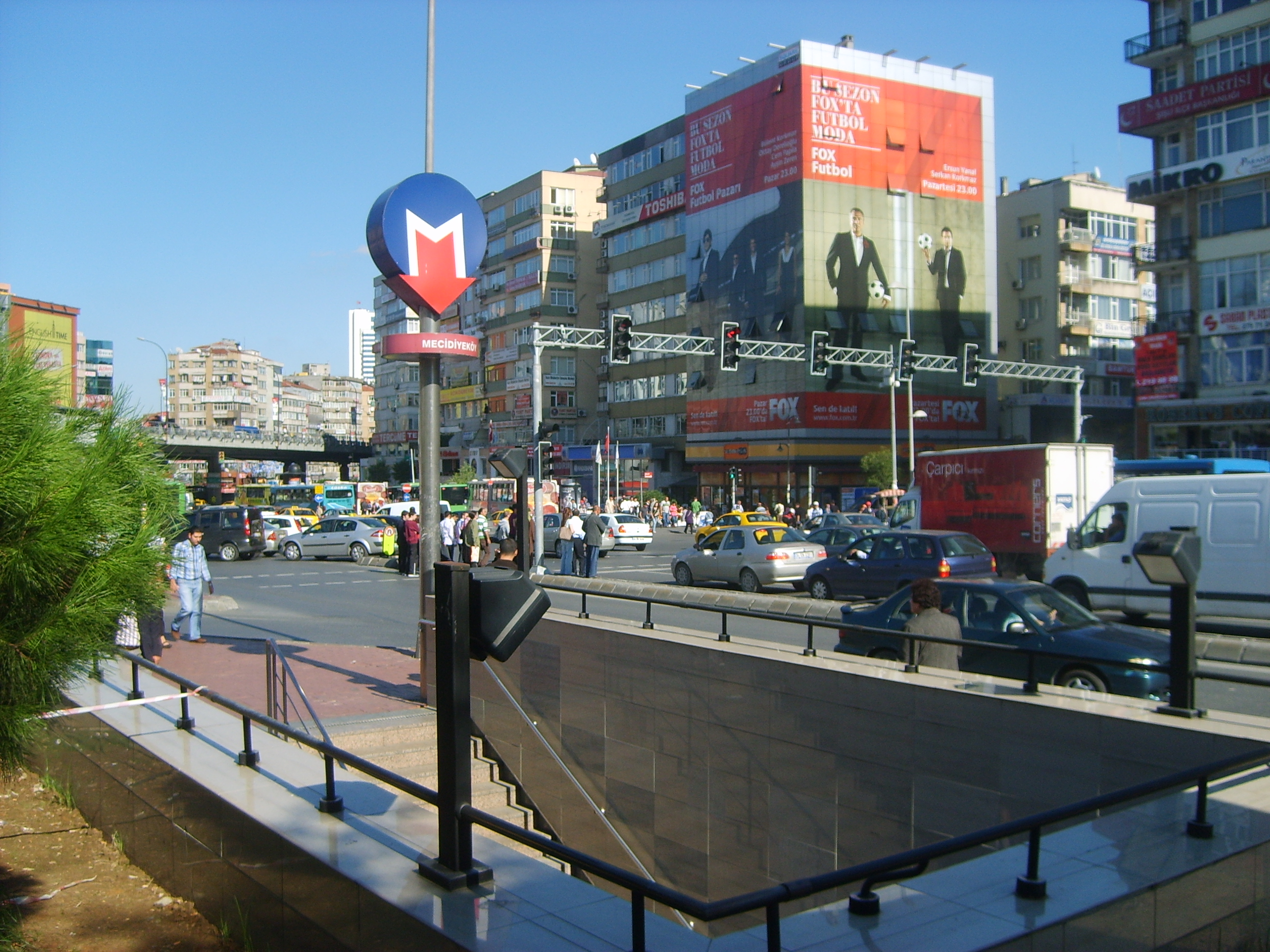
Станція Şişli - Mecidiyeköy, вхід